# 金丝猴
仰鼻猴属，属于灵长目猴科疣猴亚科。由于世界上最早发现的仰鼻猴是长有金黄色皮毛、生活在中国的四川、陕西、甘肃的川金丝猴，所以这一属的动物通常被称为金丝猴，它的英文名字直译成中文是仰鼻猴。这一属共有五种动物，都分布在亚洲，其中有川金絲猴、滇金絲猴、黔金絲猴、怒江金絲猴四个种分布在中国，数量稀少，都是濒危动物。

## 特征
仰鼻猴的鼻孔与面部几乎平行，俗称“朝天鼻”，这一特点是对高原缺氧环境的适应，鼻梁骨的退化有利于减少在稀薄空气中呼吸的阻力。仰鼻猴体形中等，51~83厘米不等，尾长与身长差不多。
仰鼻猴背部有发亮的长毛；颜面青色，一般头顶、颈项、肩膀、上臂、背部和尾部灰黑色，头侧、颈侧、躯体侧面和四肢内侧褐黄色。不同种毛色也有不同，川金丝猴毛色金黄，黔金丝猴和滇金丝猴毛色为黑灰色，缅甸金丝猴全身呈黑色。

## 习性
仰鼻猴栖息于2000~3000米地区的高山密林中。以野果、嫩芽、竹笋等植物为食，有垂直迁徙的习性，为群居动物，有丰富的社群行为，有多种的喊叫声。由于它们生活环境隐蔽，不易被人发现，所以对它们的研究并不多。仰鼻猴的孕期约200多天，5~7年性成熟。

## 分布
仰鼻猴（金丝猴）都分布在亚洲，其中三种（滇金丝猴、黔金丝猴、川金丝猴）分布在中国的西南山区，另一种越南金丝猴分布在越南北部。緬甸金絲猴分佈於緬甸北部。

## 分类和命名

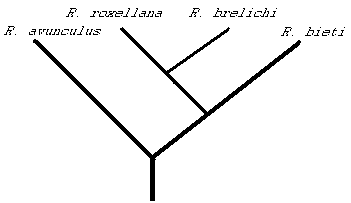
金丝猴的进化树

关于仰鼻猴属内的分类一直存在争议。有人观察到人工饲养下互配可育，认为应该是一个种的四个亚种。现在比较一致的看法是，仰鼻猴最早是分布在横断山脉的一个种，后来由于地质变化发生生殖隔离而演化出4个种，这种隔离发生于约2.5万年前，由于隔离的时间比较短，这些种并不是完全种。依照不同的生态特点，进入高海拔生存的滇金丝猴称为进化上先进种，而越南金丝猴相对最原始，川金丝猴与黔金丝猴亲缘较紧，黔金丝猴相对较原始。
学名Rhinopithecus可分为两部分：rhino和pithecus。Rhino是鼻子的意思，pithecus是猴子的意思。本属有五个种：
- 川金丝猴（Rhinopithecus roxellana）
同物异名
  - Semnopithecus roxellana
  - Rhinopithecus roxellanae,Milne-Edwards,1897
- 滇金丝猴（Rhinopithecus bieti）
- 黔金丝猴（Rhinopithecus brelichi）
- 越南金丝猴（Rhinopithecus avunculus）
- 緬甸金絲猴（Rhinopithecus strykeri）

在中国，古代人们对仰鼻猴属的动物的称谓很多，如下：狖、蜼、果然、猱、狨、獑猢、宗彝。

## 进化
仰鼻猴属发生在距今100多万年前的更新世时期的中国秦岭地区，一般认为金丝猴的起源与欧亚晚中新世至上新世时期的中猴（Mesopithecus一种古老的疣猴）和来自欧洲的Doliehcpithecus有关。